# Süddeutsche Leitlinien
Die Unterhaltsrechtlichen Leitlinien der Familiensenate in Süddeutschland, kurz Süddeutsche Leitlinien (SüdL) sind von den Familiensenaten der Oberlandesgerichte Bamberg, Karlsruhe, München, Nürnberg, Stuttgart und Zweibrücken erarbeitete und als Orientierungshilfe angewandte Regeln zur Entscheidung über Unterhaltspflichten gegenüber Kindern, Ehegatten und anderen Unterhaltsberechtigten. Sie nehmen insbesondere Bezug auf die Düsseldorfer Tabelle, ergänzen diese jedoch in vielen Details.